# Распопин, Михаил Петрович
Михаил Григо́рьевич Распо́пин (21 января 1927, Пумарь, Мари-Турекский район, Марийская автономная область, РСФСР, СССР ― 8 октября 1980, Москва, СССР) ― советский военачальник. Заместитель по политической части войск Восточного пограничного округа (1968―1973), заместитель начальника Высших пограничных курсов в Москве (1973―1980), генерал-майор КГБ СССР (1971). 

## Биография
Родился 21 января 1927 года в деревне Пумарь ныне Мари-Турекского района Марий Эл. Рос без отца, мать ― техслужащая школы. 
В 1945 году ― участник борьбы с бандитизмом на территории Украинской ССР, стрелок.
В 1947 году окончил Московское военное училище войск МВД СССР, в 1955 году ― Военный институт МВД СССР. В 1968 году окончил Военную академию Генерального штаба Вооружённых Сил СССР.
До 1968 года ― офицер-пограничник, с 1968 года ― заместитель по политчасти войск Восточного пограничного округа, в том числе в период напряжённых отношений с КНР, военного конфликта на о. Даманский в 1969 году. Генерал-майор КГБ (1971). 
С 1973 года ― заместитель начальника Высших пограничных курсов в Москве. 
В 1973 году в г. Алма-Ате вышла в свет его книга «55 лет на страже государственной границы Родины».  
Награждён орденами и медалями.
Скончался 8 октября 1980 года в Москве.

## Награды
- Орден Красной Звезды (1963, 1968)[1][2]
- Орден «За службу Родине в Вооружённых Силах СССР» (1977)[1][2]
- Юбилейная медаль «В ознаменование 100-летия со дня рождения Владимира Ильича Ленина» (1970)